# Gil de Cabrera y Dávalos
Gil de Cabrera y Dávalos (Lima, 1646-Santafé, 1712) fue un militar y funcionario colonial que desempeñó varios cargos en la América imperial, entre otros el de Presidente de la Real Audiencia de Santa Fe de Bogotá (1686-91 y 1694-1703).

## Biografía

### Primeros años
Bautizado en la Catedral de Lima, el 1 de septiembre de 1646, fue hijo de Rodrigo de Cabrera —natural de Baeza— y de la limeña María Josefa Dávalos y Ribera. Desde los catorce años, comenzó a servir como soldado en la carrera de armas, hasta que el virrey Conde de Santisteban le nombró alférez de la Compañía de la Guardia de Palacio, y posteriormente el virrey Conde de Lemos, le hizo merced del cargo de sargento mayor del tercio de infantería española que fue a Panamá a rechazar el ataque inglés.

### Carrera política
En 1674 fue elegido alcalde ordinario de Lima y luego, Corregidor de Larecaja. Luego de residir sucesivamente en Madrid, Baeza y Úbeda, obtuvo el hábito de caballero de la Orden de Calatrava en 1684. En su larga carrera militar alcanzó el grado de maestre de campo. Finalmente, en 1686, fue nombrado presidente de la Real Audiencia de Santafé de Bogotá en 1686. En su gobierno nació el adagio: «Eso es del Tiempo del Ruido», debido a la conmoción que sufrió Santafé, a las 10 de la noche del domingo 9 de marzo de 1687, por un fuerte ruido que duró media hora, acompañado de olor a azufre, durante el cual Cabrera dirigió una expedición militar para repeler un posible ejército invasor.
Por acusación del oidor Garcés de los Fayos fue separado de la presidencia, desterrado a Cartagena de Indias y reemplazado por el oidor más antiguo de la Audiencia, José Merlo de la Fuente, quien gobernó desde mayo de 1691 hasta febrero de 1694. Cabrera y Dávalos resultó inocente de los 30 cargos que se le imputaban y fue restituido a su empleo con una prórroga de ocho años más, a manera de resarcimiento. En 1696 mandó reprimir a los indios tocamas de la jurisdicción de Vélez que se sublevaron por el ahorcamiento de su cacique y de otros diez indios. En 1697 fue tomada Cartagena de Indias por franceses al mando del barón de Pointis; el presidente marchó por el río Magdalena con 300 hombres.
Murió en Santafé en 1712.